# قلعه تبر
قلعه تبر یا قلعه خورشه در شهرستان جهرم که یکی از معروف‌ترین قلعه‌های ایران است که هنوز هم بکر و دست نخورده باقی مانده‌است. این قلعه در منطقه‌ای کوهستانی و صعب‌العبور قرار دارد. قلعه تبر از محدوده شهر بیرون است ولی فاصله چندانی تا شهر ندارد و روی تاریخ جهرم اثرات عمیقی گذاشته‌است. لسترنج دربارهٔ این قلعه می‌نویسد: «قلعه عظیمی است که تا شهر پنج فرسخ فاصله دارد و آن را قلعه خورشید می‌گویند و معروف می‌باشد این قلعه را خواجه نظام‌الملک وزیر مشهور سلجوقیان تجدید و تعمیر کرد و بانی اصلی آن خورشید حاکم جهرم در زمان خلفای اموی بود.»